# Creu del camí de Cal Fontanals
La Creu del camí de Cal Fontanals és una creu de terme del Pla del Penedès (Alt Penedès) situada al camí de Cal Fontanals, a 180 m al sud del carrer de la Creu. Està inclosa a l'Inventari del Patrimoni Arquitectònic de Catalunya.

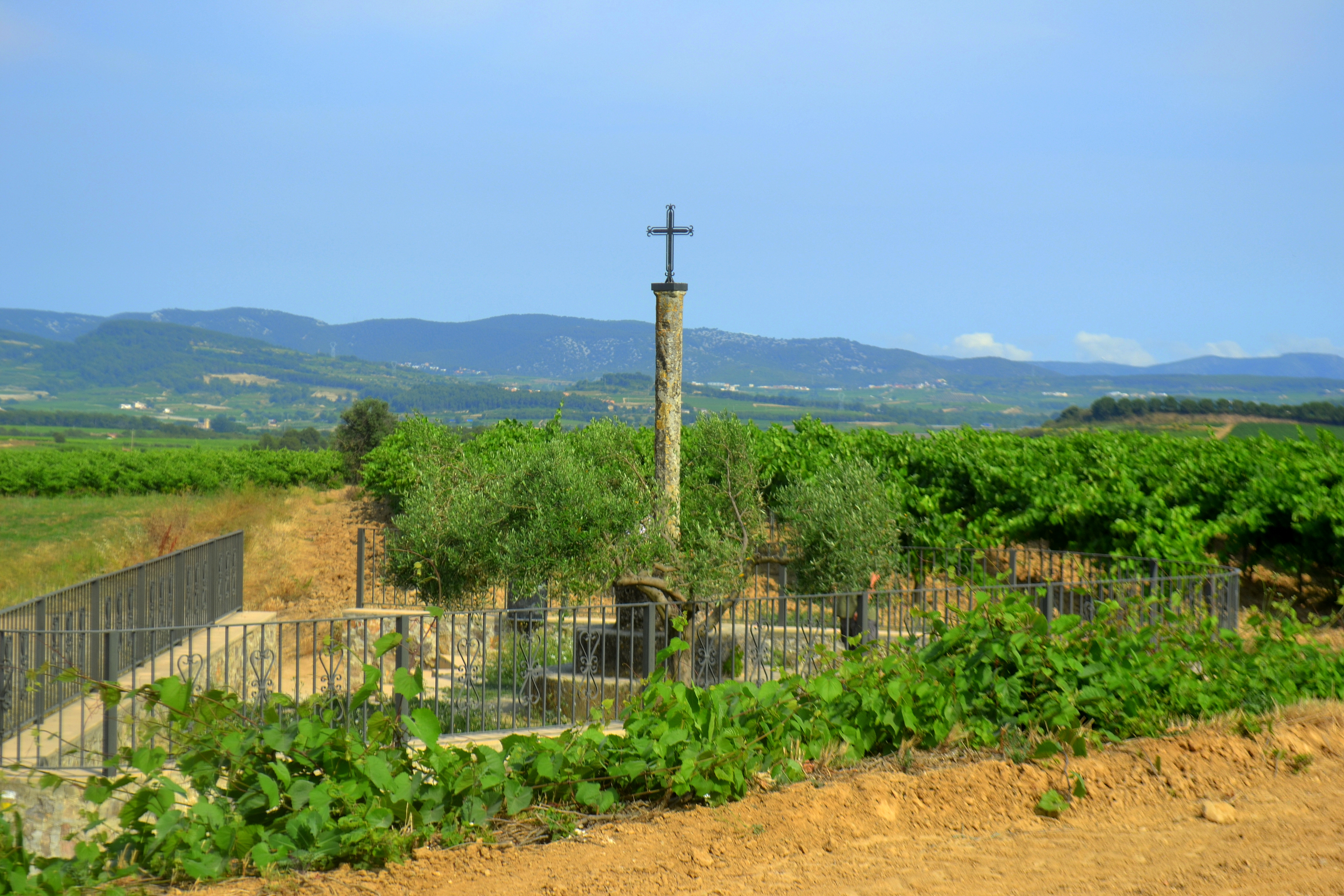
La creu actualment

## Descripció
Conjunt inicialment tot de pedra però, actualment, amb la creu de ferro. Gran base de sustentació de planta circular estructura en tres esglaons de diàmetre decreixent en alçada. Recolzat en el graó superior hi ha el fust, cilíndric i llis, que sosté una creu de planxa de ferro amb el braços rematats amb expansions i florons.
La creu original era de pedra, amb una forma 'gotitzant' i un 'cercle circumscrit', amb el tronc més llarg que els braços.

## Història
La primera referència de la creu és del 1537. La creu de ferro s'ha col·locat recentment, substituint una altra també de ferro. L'original de pedra va ser destruïda durant la Guerra Civil.